# Gorgiás
A Gorgiás görög eredetű férfinév, mely Gorgiasz ókori filozófus nevéből származik, jelentése: vad, zord.

## Gyakorisága
Az 1990-es években szórványos név, a 2000-es években nem szerepel a 100 leggyakoribb férfinév között.

## Névnapok
- szeptember 9.[2]